# Толуидины
Толуидины (аминотолуолы, метиланилины, толиламины) — ароматические органические соединения, аминопроизводные толуола.
Жидкости или твёрдые вещества, хорошо растворяются в этаноле, диэтиловом эфире, ацетоне, хлороформе, плохо — в воде.

## Получение
- Гидрирование соответствующих нитротолуолов

{\displaystyle {\mathsf {CH_{3}{\text{-}}C_{6}H_{4}{\text{-}}NO_{2}\ {\xrightarrow {H_{2}}}\ CH_{3}{\text{-}}C_{6}H_{4}{\text{-}}NH_{2}}}}

## Физические свойства
Толуидины хорошо растворимы в этаноле, диэтиловом эфире, ацетоне, хлороформе, плохо — в воде. Перегоняются с водяным паром, при хранении на свету в присутствии воздуха, как и анилин, темнеют.

## Химические свойства
Толуидины обладают свойствами ароматических аминов. Легко образуют соли, окисляются, диазотируются, вступают в реакции электрофильного замещения.

## Применение
- Для получения аминотолуолсульфокислот, крезолов, азокрасителей, трифенилметановых и сернистых красителей.
- п-толуидин входит в состав ингибиторов коррозии.
- м-толуидин используют для получения 3-хлортолуола.

## Физиологическое действие
Сильный яд.
Признаки отравления: чувство жжения в лице, сильная головная боль, поражение органов мочеотделения, кровь и метгемоглобин в моче, задержка выделения мочи, иногда причиняющая сильные боли.
ПДК в воздухе - 2 мг на кубический метр. 